# Joseph Horovitz
Pour les articles homonymes, voir Horovitz.
Joseph Horovitz, né le 26 mai 1926 et mort le 9 février 2022, est un compositeur et chef d'orchestre britannique.

## Biographie
Joseph Horovitz est né à Vienne, en Autriche, dans une famille juive qui a émigré en Angleterre en 1938 pour échapper aux nazis. Son père était l'éditeur Béla Horovitz, cofondateur en 1923, avec Ludwig Goldscheider, de Phaidon Press. Sa sœur était la promotrice de musique classique Hannah Horovitz (1936-2010).
Horovitz a étudié la musique et les langues modernes au New College d'Oxford, puis a fréquenté le Royal College of Music de Londres, où il a étudié la composition avec Gordon Jacob. Il a ensuite entrepris une année d'études supplémentaires avec Nadia Boulanger à Paris. Sa carrière musicale a commencé en 1950, quand il est devenu directeur musical du Bristol Old Vic. Il a ensuite été actif comme chef d'orchestre de ballet et d'opéra, et a fait des tournées en Europe et aux États-Unis.
Horovitz a épousé Anna en 1956, peu de temps après avoir dirigé la célébration du bicentenaire pour Mozart et Glyndeborne. Ils ont passé leur lune de miel à Majorque, séjournant à Paguera et visitant Valldemossa. Plus tard, il a utilisé ces deux noms pour deux pièces de clarinette, basées sur des airs populaires espagnols qu'il y avait entendus.
Il est professeur de composition au Royal College of Music depuis 1961 et membre du conseil de la Guilde des compositeurs de Grande-Bretagne depuis 1970. Entre 1969 et 1996, il a fait partie du conseil d'administration de la Performing Rights Society. Ses œuvres comprennent 16 ballets, dont Alice au pays des merveilles (1953), 2 opéras en un acte (The Dumb Wife, livret de Peter Shaffer ; Gentlemen's Island, livret Gordon Snell) et des concertos pour violon, hautbois, clarinette, basson, trompette, euphonium, tuba et percussions, ainsi qu'un concerto de jazz populaire et souvent joué pour clavecin ou piano. Son cinquième quatuor à cordes  qui, selon Daniel Snowman, est "probablement son œuvre la plus profonde", a été interprété pour la première fois en l'honneur du 60e anniversaire d'Ernst Gombrich au Victoria and Albert Museum en 1969 par le Quatuor Amadeus,.
De nombreuses œuvres d'Horovitz ont été écrites pour orchestre à vent et fanfare. En 1959, il a reçu la médaille du Commonwealth, et depuis lors, il a reçu de nombreux autres prix pour ses compositions. Sa musique pour la télévision a inclus Lillie, Rumpole of the Bailey, The Search for the Nile, The Fight Against Slavery, Wessex Tales and Partners in Crime.

## Œuvre

### Œuvres orchestrales
- 1948 : Concertante pour clarinette et cordes
- 1963 : Concerto pour trompette
- 1965 : Concerto pour clavecin jazz
- 1971 : Sinfonietta pour Light Orchestra
- 1972 : Horizon Overture
- 1973 : Valse
- 1976 : Concerto pour basson
- 1977 : Jubilee Toy Symphony
- 1993 : Concerto pour hautbois

### Œuvres pour orchestre à vent et fanfare
- 1964 : Trois pièces de Music Hall Suite pour fanfare
- 1970 : Sinfonietta pour fanfare
- 1970 : Sinfonietta pour fanfare 
  1. Allegro
  2. Lento moderato
  3. Con brio
- 1972 : Concerto Euphonium pour euphonium et fanfare 
  1. Moderato
  2. Lent
  3. Con moto
- 1975 : Le Dong au nez lumineux pour fanfare
- 1977 : Samson pour baryton, chœur mixte et fanfare
- 1983 : Ballet for Band pour fanfare
- 1984 : Bacchus sur Blue Ridge : Divertimento pour orchestre à vent 
  1. Moderato
  2. Blues
  3. Vivo
- 1985 : Concertino Classico pour 2 cornets (ou trompettes) et fanfare 
  1. Con brio
  2. Larghetto
  3. Allegro rustico
- 1991 : Fête Galante pour orchestre à vent 
  1. Pavane
  2. Menuet
  3. Bourrée des masques
- 1992 : Dance Suite
  1. Allegro
  2. Andantino
  3. Vivace
- Ad Astra
- Commedia Dell'Arte
- Thème de Lillie
- 1994 : Thème et coopération pour fanfare
- Concerto pour tuba pour tuba et fanfare 
  1. Allegro
  2. Andante
  3. Con Moto
- Harpe à vent

### Partitions de films
- 1963 : Les trois défis de Tarzan

### Autres œuvres
- 1952 : Les Femmes d'Alger : Ballet en un acte
- 1953 : The Dumb Wife : Opéra comique en un acte
- 1953 : Alice au pays des merveilles : Ballet en deux actes
- 1958 : Concerto pour danseurs : Ballet en un acte
- 1958 : Gentleman's Island (livret de Gordon Snell) en anglais ou allemand pour ténor, baryton et orchestre de chambre
- 1961 : Horrortorio (paroles d'Alistair Sampson d'après un scénario de Maurice Richardson) pour solistes, chœur et orchestre. Elle a été jouée au Hoffnung Astronautical Musical Festival
- 1962 : Fantasia sur un thème de Couperin pour nonette à vent
- 1965 : Let's Make a Ballet : Ballet en un acte
- 1970 : Captain Noah et son Floating Zoo : Cantata (texte de Michael Flanders) pour choeur mixte avec piano, contrebasse et percussions
- 1970 : Lady Macbeth Scena pour mezzo-soprano et piano
- 1975 : Summer Sunday : une pastorale comique-tragique-écologique pour chœur mixte et piano
- 1980 : Miss Carter Wore Pink : Ballet en un acte

### Musique de chambre
- 1948 : Quatuor à cordes no 3
- 1953 : Quatuor à cordes no 4
- 1964 : Music Hall Suite pour quintette de cuivres 
  1. Soubrette Song
  2. Cyclo-cyclistes
  3. Adagio-team
  4. Mélange de chaussures souples
  5. Les Girls
- 1976 : Brass Polka pour quatuor de cuivres
- 1969 : Quatuor à cordes no 5
- Sonatine, op. 3 pour hautbois et piano
- Quatuor pour hautbois et cordes, op. 18
- Ghetto Song pour guitare solo
- 1981 : Sonatine pour clarinette et piano 
  1. Allegro calmato
  2. Lento quasi Andante
  3. Con brio